# Nanoc
 (5 janvier 2016).
Le contenu est difficilement compréhensible vu les erreurs de traduction, qui sont peut-être dues à l'utilisation d'un logiciel de traduction automatique.
 (février 2018).

Nanoc est un générateur de site statique écrit en Ruby. Il supporte la compilation depuis plusieurs langages de balisage léger comme Markdown, Textile, et Haml.

## Fonctionnalités de Nanoc
Nanoc permet de générer un site statique (un ensemble de fichiers HTML, CSS, JavaScript, etc.) à partir de fichiers sources. Voici quelques fonctionnalités de Nanoc :
- Architecture modulaire (le choix de l'arborescence est libre) ;
- Fichiers du code source versionnables ;
- Sécurité (les fichiers sont compilés et aucun langage serveur n'est utilisé et le site est donc moins sensible aux failles).

## Différences par rapport aux systèmes de gestion de contenu
Nanoc n'est pas un système de gestion de contenu (CMS) car il diffère de ceux-ci sur de nombreux points :
- Les CMS traditionnels « calculent » la page à chaque requête alors que Nanoc, puisqu'il génère des fichiers HTML statiques, n'a pas à tout recalculer à chaque requête, cela a été fait à la compilation ;
- Les CMS fonctionnent grâce à un langage côté serveur, ce qui l'expose à des failles. Nanoc, lui, ne repose que sur des fichiers HTML, la seule faille est donc le serveur lui-même ;
- Le contenu du CMS peut, habituellement, être modifié en ligne. Alors qu'avec Nanoc, les fichiers doivent être recompilés à chaque changement, ce qui rend sa modification plus difficile.